# Ctenochares rufithorax
Ctenochares rufithorax är en stekelart som först beskrevs av Joseph Kriechbaumer 1894.  Ctenochares rufithorax ingår i släktet Ctenochares och familjen brokparasitsteklar. Utöver nominatformen finns också underarten C. r. capensis.